# Долорес Редондо
Долорес Редондо (на английски: Dolores Redondo) е баска испанска писателка, авторка на бестселъри в жанровете трилър и криминален роман.

## Биография и творчество
Родена е през 1969 г. в Сан Себастиан, Испания. Учи право в Университета на Деусто, но не завършва. После учи гастрономия в Сан Себастиан. След дипломирането си работи в няколко ресторанта и накрая отваря свой собствен. Живяла е в Рибера Навара до 2006 г.
Заедно с работата си започва да пише кратки разкази и детски истории. През 2009 г. е публикуван първият ѝ роман „Los privilegios del ángel“ (Привилегиите на ангела).
През 2012 г. е публикуван първият ѝ трилър „Невидимият пазител“ от криминалната поредица „Бастан“. В басĸото градче Eлисондо на брега на peĸa Бастан е открит трупа на младо момиче сред странен мизансцен навяващ страхове за зловеща церемония. Полицейската инпекторка Aмая Cаласар трябва да използва научните методи и знанията си за народните обичаи, за да разкрие убиеца. Романът става бестселър, издаден е над 30 езика по света и я прави известна. През 2017 г. е екранизиран в едноименния филм на Фернандо Молина с участието на Марта Етура, Елвира Мингез и Франческо Орела.
През 2016 г. е издаден романът ѝ „Todo esto te daré“ (Всичко това ще ти дам). Синът на Мануел, Алваро, загива трагично в автомобилна катастрофа. Но тайни водят към едно от най-мощните и охранявани семейства в Испания. С подозрителен полицай и свой приятел Мануел ще търси истината за смъртта на Алваро. За романа писателката получава наградата „Планета“. На конкурса за наградата участва под псевдонима Джим Харис.
В произведениятаси включва много елементи от живота и характеристиките на баската култура.
Долорес Редондо живее със семейството си в Синтреуниго.

## Произведения

### Самостоятелни романи
- Los privilegios del ángel (2009)
- Todo esto te daré (2016)

### Серия „Бастан“ (Baztán)
1. El guardián invisible (2012)
Невидимият пазител, изд.: ИК „Колибри“, София (2014), прев. Десислава Антова
2. Legado en los huesos (2013)
Зовът на костите, изд.: ИК „Колибри“, София (2015), прев. Катя Диманова
3. Ofrenda a la tormenta (2013)
Дар за бурята, изд.: ИК „Колибри“, София (2016), прев. Катя Диманова

### Екранизации
- 2017 El guardián invisible